# Мишелук
Мишелук је градска четврт Новог Сада, лоцирана између централних делова Петроварадина и Сремске Каменице. У административном смислу, подељен је између та два насеља.

## Положај и делови насеља
Мишелук се налази на сремској страни Дунава. У најужем смислу, Мишелук је лоциран између централног дела Петроварадина односно Студеног дола (Роковог потока) и Транџамента на истоку и северу, Каменичког пута и насеља Рибњак на северозападу, централног дела Сремске Каменице и насеља Татарско брдо на југозападу, као и пута Нови Сад - Рума односно насеља Алибеговац и Карагача на југоистоку.
У ширем смислу, насеља Транџамент, Татарско брдо и Рибњак се такође сматрају делом Мишелука.
Мишелук административно највећим делом припада градском насељу и месној заједници „Петроварадин“, док је мањи југозападни део Мишелука, у саставу Сремске Каменице.
Мишелук се састоји из три дела:
- Мишелука 1 (на североистоку, припада Петроварадину),
- Мишелука 2 (на југозападу, припада Петроварадину и Сремској Каменици, укључује Татарско брдо) и
- Мишелука 3 (у централном делу, припада Петроварадину).

## Име и историја
Порекло имена „Мишелук“ није тачно утврђено. Према академику Браниславу Букурову, назив значи „мишји луг“, док по академику Браниславу Ђурђеву овај назив води порекло из времена Турака и на турском језику је означавао "храст" или „храстову шуму“.
Историјски, због стратешког значаја овог подручја, оно је представљало гранични појас и простор сукобљавања интереса многих народа и држава, источних и западних цивилизација - Рима, Византије, Франака, Угарске, итд.
На Мишелуку су се од 1975. године налазили објекти Телевизије Нови Сад, а 1981. године је изграђен и Мост слободе, који је Мишелук повезао са централним деловима Новог Сада. И мост и телевизијски објекти порушени су током НАТО бомбардовања 1999. године. Мост је обновљен 2005. године, док су телевизијски објекти остали у рушевинама до краја 2019. године. Телевизија се у свој обновљени дом делимично вратила 2020. године, да би потпуно пресељење РТВ-а на Мишелук било завршено крајем 2023. године.

## Карактеристике и развој насеља
Мишелук је слабо насељен и на њему постоји мали број објеката намењених за индивидуално становање. Урбанистички планови, међутим, предвиђају да се Мишелук претвори у централни део Новог Сада на сремској страни Дунава, којем би гравитирали становници Петроварадина и Сремске Каменице. Планирано је да се на Мишелуку изграде нови стамбени објекти за колективно и индивидуално становање, као и други пратећи садржаји карактеристични за градске центре, а пројектовани број становника Мишелука по завршетку изградње износио би између 40.000 и 80.000.
У фебруару 2023. године, почели су радови на изградњи нових девет улица у Новом Саду, а у питању је локалитет Мишелук 3, недалеко од нове болнице. Најпре ће се одвијати радови на канализационој и водоводној мрежи на овом простору, а планирано је и уређење зеленила и постављање јавне расвете.

## Верски објекти
На Мишелуку постоји православни храм Светог Илије. Храм се налази на граници Мишелука и Татарског брда.

## Спорт
Мишелук је познат као место одржавања ауто-мото трке за Велику награду Новог Сада, а такође представља и популарно место за окупљање и дружење љубитеља аутомобила и мотора.

## Саобраћај
Централну саобраћајницу на Мишелуку представља саобраћајница у продужетку Моста слободе, која се спаја са путем Нови Сад - Рума, а од великог значаја је и Каменички пут, који повезује Петроварадин и Сремску Каменицу. Преко Моста слободе, Мишелук има и добру саобраћајну везу са централним деловима Новог Сада, што је један од предуслова даљег развоја насеља. Преко Мишелука саобраћа и један део линија градског и приградског аутобуског саобраћаја, које централне делове Новог Сада повезују са Сремском Каменицом, Лединцима, Раковцем, Беочином, итд.

## Здравство
На Мишелуку је 2021. године изграђена Ковид Болница, која је 2023. године променила намену у смислу да служи за потребе различитих служби, клиника и института Клиничког центра Војводине. Закључно са 2024. годином у објекту нове болнице су радили центар за дијализу као и центар за радиологију док су привремено смештене и Клиника за офталмологију и Клиника за ОРЛ. Планом који је представио покрајински секретар за здравство, Зоран Гојковић је наведено да ће у будућности капацитете болнице користити и Центар за ментално здравље, Банка крви, Одељење за палијативну негу, као и за збрињавање дела пацијенатат из КЦВ-а који морају дуже да леже.